# جو بينينغتون
جو بينينغتون (بالإنجليزية: Joe Pennington)‏ هو عازف قيثارة أمريكي، ولد في 15 يناير 1928.